# Episodi de Il criceto spaziale
La prima stagione della serie animata Il criceto spaziale, composta da 26 episodi, è stata trasmessa in Regno Unito da ITV1 dal 9 gennaio al 22 maggio 2003.
In Italia la stagione è stata trasmessa dal 3 febbraio 2003 su Cartoon Network.
| nº | Titolo originale                   | Titolo italiano                  | Prima TV USA     | Prima TV Italia |
| -- | ---------------------------------- | -------------------------------- | ---------------- | --------------- |
| 1  | Night of the Hunters               | La notte dei cacciatori di teste | 9 gennaio 2003   | 3 febbraio 2003 |
| 2  | Somewhere That's Green             | Una foresta da salvare           | 16 gennaio 2003  | 3 febbraio 2003 |
| 3  | Chin Raider                        | Il mento veggente                | 23 gennaio 2003  | 2003            |
| 4  | Dog Day                            | Il cucciolo di Cassie            | 30 gennaio 2003  | 2003            |
| 5  | Just Deserts                       | La mostruosa Jane                | 6 febbraio 2003  | 2003            |
| 6  | Trading Spaces                     | Un tipo pericoloso               | 13 febbraio 2003 | 2003            |
| 7  | The Good, the Bad and the Adorable | L'unione fa la forza             | 20 febbraio 2003 | 2003            |
| 8  | Lonely Planet                      | Il pianeta di Walter             | 27 febbraio 2003 | 2003            |
| 9  | Forget Me Knot                     | I ricordi rubati                 | 6 marzo 2003     | 2003            |
| 10 | Bringing up Baby                   | Gemelli terribili                | 13 marzo 2003    | 2003            |
| 11 | Off to Work                        | Sette per uno, uno per sette     | 20 marzo 2003    | 2003            |
| 12 | Free Lenny                         | Un adorabile robot               | 27 marzo 2003    | 2003            |
| 13 | Save the Whale                     | Salviamo la balena               | 3 aprile 2003    | 2003            |
| 14 | Wish You Were Here                 | Il pianeta dei desideri          | 10 aprile 2003   | 2003            |
| 15 | Beached                            | Chiocciola spaziale              | 17 aprile 2003   | 2003            |
| 16 | Fashion Victim                     | Top model                        | 24 aprile 2003   | 2003            |
| 17 | Frozen Stiffed                     | Ghiaccio bollente                | 1 maggio 2003    | 2003            |
| 18 | Mutiny of the Bounty Hamster       | La rivoluzione robotica          | 8 maggio 2003    | 2003            |
| 19 | Screaming Blue Murder              | Lo sterminatore                  | 15 maggio 2003   | 2003            |
| 20 | The Lost World                     | Smarriti nel nulla               | Inedito          | 2003            |
| 21 | Planet of the Japes                | Il pianeta degli scherzi         | Inedito          | 2003            |
| 22 | Twin Cheeks                        | Falsi gemelli                    | Inedito          | 2003            |
| 23 | Monster Island                     | Il pianeta dei Lillipuziani      | Inedito          | 2003            |
| 24 | Gone Fishin'                       | A pesca di esche                 | Inedito          | 2003            |
| 25 | School's Out                       | La scuola è finita               | Inedito          | 2003            |
| 26 | The Trial                          | Il tribunale spaziale            | Inedito          | 2003            |